# Državna cesta D108
D108 je bila državna cesta u Hrvatskoj. 
Nalazila se na otoku Pagu i spajala je mjesto Povljana s glavnom prometnicom na otoku, Državnom cestom D106.
Ukupna duljina iznosila je 7,6 km.